# طواف رواندا 2022
طواف رواندا 2022 (بالإنجليزية: 2022 Tour du Rwanda)‏ هو سباق دراجات هوائية، وهو الموسم رقم 25 من طواف رواندا، وأقيم خلال الفترة من 20 فبراير 2022، وحتى 27 فبراير 2022، وشارك فيه 90 متسابقاً.
فاز بالمركز الأول Natnael Tesfatsion ‏، وبالمركز الثاني Anatolii Budiak ‏، وبالمركز الثالث Jesse Ewart ‏، وكان الفائز حسب النقاط للشباب Natnael Tesfatsion ‏، وكان الفائز في تصنيف الجبال Moise Mugisha ‏، وفاز بايك أيد في ترتيب الفرق.

## الفرق
| فريق عالمي- Israel-Premier Tech فرق برو (5)- TotalEnergies - درون هوبر-أندروني جوكاتولي 2022 ‏ - بي آند بي هوتيلز 2022 ‏ - برجس بي إتش 2022 ‏ - نوفو نورديسك 2022 ‏ فرق قارية (9)- بايك أيد 2022 ‏ - كووب 2022 ‏ - سوبرانو هام ايزوريكس 2022 ‏ - Wildlife Generation Pro Cycling ‏ - بنديكشن-إيجنايت 2022 ‏ - تيرينجانو 2022 ‏ - Sauerland NRW-SKS Germany ‏ - Grant Thornton-Bike Zone ‏ - برو تاتش 2022 ‏ فرق وطنية (4)- فريق رواندا لركوب الدراجات للرجال 2022‏ - فريق الجزائر لركوب الدراجات للرجال 2022 ‏ - فريق المملكة المتحدة لركوب الدراجات للرجال ‏ - فريق المغرب لركوب الدراجات ‏ |  |
| |  |

## المراحل
| قائمة المراحل | قائمة المراحل | قائمة المراحل              | قائمة المراحل  | قائمة المراحل | قائمة المراحل      | قائمة المراحل       |
| المرحلة       | التاريخ       | الدورة                     |                | المسافة (كم)  | الفائز بالمرحلة    | القائد العام        |
| ------------- | ------------- | -------------------------- | -------------- | ------------- | ------------------ | ------------------- |
| مرحلة 1       | 20 فبراير     | كيغالي – كيغالي            | فردي ضد الساعة | 4             | ألكسندر غينز       | ألكسندر غينز        |
| مرحلة 2       | 21 فبراير     | كيغالي – Rwamagana ‏        | مرحلة جبلية    | 148٫3         | Sandy Dujardin ‏    | ألكسندر غينز        |
| مرحلة 3       | 22 فبراير     | كيغالي –                   | مرحلة جبلية    | 155٫9         | Jhonatan Restrepo ‏ | Jhonatan Restrepo ‏  |
| مرحلة 4       | 23 فبراير     | كيغالي – Gicumbi District ‏ | مرحلة جبلية    | 124٫3         | Kent Main ‏         | Axel Laurance ‏      |
| مرحلة 5       | 24 فبراير     | Muhanga ‏ – موزانزي ‏        | مرحلة جبلية    | 124٫7         | ألكسندر غينز       | إنجيل مادرازو       |
| مرحلة 6       | 25 فبراير     | موزانزي ‏ – كيغالي          | مرحلة جبلية    | 152           | Anatolii Budiak ‏   | Natnael Tesfatsion ‏ |
| مرحلة 7       | 26 فبراير     | كيغالي – Mount Kigali ‏     | مرحلة جبلية    | 152٫6         | ألان بوالو ‏        | Natnael Tesfatsion ‏ |
| مرحلة 8       | 27 فبراير     | كيغالي – كيغالي            | مرحلة جبلية    | 75٫3          | Moise Mugisha ‏     | Natnael Tesfatsion ‏ |

## النتيجة

### مرحلة 1
هي مرحلة من نوع سباق زمن فردي، أقيمت في 20 فبراير 2022، وامتدّت لمسافة 4 كيلومتر. فاز بالمرحلة ألكسندر غينز، وكان متصدر الترتيب العام في نهاية المرحلة ألكسندر غينز.
| التصنيف العام         | التصنيف العام            | التصنيف العام   | التصنيف العام                                    | التصنيف العام |
| العداء                | العداء                   | البلد           | الفريق                                           | الوقت         |
| --------------------- | ------------------------ | --------------- | ------------------------------------------------ | ------------- |
| 1                     | ألكسندر غينز             | فرنسا           | ديركت إينرجي                                     | 4 د 41 ث      |
| 2                     | Jhonatan Restrepo ‏       | كولومبيا        | أندروني جوكاتولي-سيدرمك ‏                         | + 6 ث         |
| 3                     | Sandy Dujardin ‏          | فرنسا           | ديركت إينرجي                                     | + 7 ث         |
| 4                     | André Drege ‏             | النرويج         | تيم كووب ‏                                        | + 9 ث         |
| 5                     | Axel Laurance ‏           | فرنسا           | فيتال كونسبت ‏                                    | + 9 ث         |
| 6                     | Leo Hayter ‏              | المملكة المتحدة | فريق المملكة المتحدة لركوب الدراجات للرجال 2022 ‏ | + 10 ث        |
| 7                     | Alastair Mackellar ‏      | أستراليا        | إسرائيل - بريمير تيك 2022 ‏                       | + 12 ث        |
| 8                     | Omer Goldstein ‏          | إسرائيل         | إسرائيل - بريمير تيك                             | + 14 ث        |
| 9                     | Bob Donaldson (cyclist) ‏ | المملكة المتحدة | فريق المملكة المتحدة لركوب الدراجات للرجال 2022 ‏ | + 15 ث        |
| 10                    | أندرياس ستوكبرو          | الدنمارك        | تيم كووب ‏                                        | + 15 ث        |
| مصدر: ProCyclingStats |                          |                 |                                                  |               |

### مرحلة 2
هي مرحلة جبلية، أقيمت في 21 فبراير 2022، وامتدّت لمسافة 148.3 كيلومتر. فاز بالمرحلة Sandy Dujardin ‏، وكان متصدر الترتيب العام في نهاية المرحلة ألكسندر غينز.
| التصنيف العام         | التصنيف العام            | التصنيف العام   | التصنيف العام                                    | التصنيف العام |
| العداء                | العداء                   | البلد           | الفريق                                           | الوقت         |
| --------------------- | ------------------------ | --------------- | ------------------------------------------------ | ------------- |
| 1                     | ألكسندر غينز             | فرنسا           | ديركت إينرجي                                     | 3 س 33 د 06 ث |
| 2                     | Jhonatan Restrepo ‏       | كولومبيا        | أندروني جوكاتولي-سيدرمك ‏                         | + 6 ث         |
| 3                     | Sandy Dujardin ‏          | فرنسا           | ديركت إينرجي                                     | + 7 ث         |
| 4                     | André Drege ‏             | النرويج         | تيم كووب ‏                                        | + 9 ث         |
| 5                     | Axel Laurance ‏           | فرنسا           | فيتال كونسبت ‏                                    | + 9 ث         |
| 6                     | Leo Hayter ‏              | المملكة المتحدة | فريق المملكة المتحدة لركوب الدراجات للرجال 2022 ‏ | + 10 ث        |
| 7                     | Alastair Mackellar ‏      | أستراليا        | إسرائيل - بريمير تيك 2022 ‏                       | + 12 ث        |
| 8                     | Omer Goldstein ‏          | إسرائيل         | إسرائيل - بريمير تيك                             | + 14 ث        |
| 9                     | Bob Donaldson (cyclist) ‏ | المملكة المتحدة | فريق المملكة المتحدة لركوب الدراجات للرجال 2022 ‏ | + 15 ث        |
| 10                    | أندرياس ستوكبرو          | الدنمارك        | تيم كووب ‏                                        | + 15 ث        |
| مصدر: ProCyclingStats |                          |                 |                                                  |               |

### مرحلة 3
هي مرحلة جبلية، أقيمت في 22 فبراير 2022، وامتدّت لمسافة 155.9 كيلومتر. فاز بالمرحلة Jhonatan Restrepo ‏، وكان متصدر الترتيب العام في نهاية المرحلة Jhonatan Restrepo ‏.
| التصنيف العام         | التصنيف العام       | التصنيف العام   | التصنيف العام            | التصنيف العام |
| العداء                | العداء              | البلد           | الفريق                   | الوقت         |
| --------------------- | ------------------- | --------------- | ------------------------ | ------------- |
| 1                     | Jhonatan Restrepo ‏  | كولومبيا        | أندروني جوكاتولي-سيدرمك ‏ | 7 س 27 د 22 ث |
| 2                     | Axel Laurance ‏      | فرنسا           | فيتال كونسبت ‏            | + 3 ث         |
| 3                     | إنجيل مادرازو       | إسبانيا         | برجس بي إتش ‏             | + 13 ث        |
| 4                     | Natnael Tesfatsion ‏ | إريتريا         | أندروني جوكاتولي-سيدرمك ‏ | + 13 ث        |
| 5                     | Anatolii Budiak ‏    | أوكرانيا        | تيرينجانو سايكلنج تيم ‏   | + 20 ث        |
| 6                     | هنوك مولوبرهان ‏     | إريتريا         | بايك أيد ‏                | + 20 ث        |
| 7                     | Jesse Ewart ‏        | جمهورية أيرلندا | بايك أيد ‏                | + 26 ث        |
| 8                     | Sandy Dujardin ‏     | فرنسا           | ديركت إينرجي             | + 1 د 32 ث    |
| 9                     | خيسوس إيزكيرا       | إسبانيا         | برجس بي إتش ‏             | + 1 د 34 ث    |
| 10                    | André Drege ‏        | النرويج         | تيم كووب ‏                | + 1 د 34 ث    |
| مصدر: ProCyclingStats |                     |                 |                          |               |

### مرحلة 4
هي مرحلة جبلية، أقيمت في 23 فبراير 2022، وامتدّت لمسافة 124.3 كيلومتر. فاز بالمرحلة Kent Main ‏، وكان متصدر الترتيب العام في نهاية المرحلة Axel Laurance ‏.
| التصنيف العام         | التصنيف العام       | التصنيف العام   | التصنيف العام                                    | التصنيف العام |
| العداء                | العداء              | البلد           | الفريق                                           | الوقت         |
| --------------------- | ------------------- | --------------- | ------------------------------------------------ | ------------- |
| 1                     | Axel Laurance ‏      | فرنسا           | فيتال كونسبت ‏                                    |               |
| 2                     | إنجيل مادرازو       | إسبانيا         | برجس بي إتش ‏                                     | + 10 ث        |
| 3                     | Natnael Tesfatsion ‏ | إريتريا         | أندروني جوكاتولي-سيدرمك ‏                         | + 10 ث        |
| 4                     | Anatolii Budiak ‏    | أوكرانيا        | تيرينجانو سايكلنج تيم ‏                           | + 16 ث        |
| 5                     | هنوك مولوبرهان ‏     | إريتريا         | بايك أيد ‏                                        | + 17 ث        |
| 6                     | Jesse Ewart ‏        | جمهورية أيرلندا | بايك أيد ‏                                        | + 23 ث        |
| 7                     | Sandy Dujardin ‏     | فرنسا           | ديركت إينرجي                                     | + 1 د 29 ث    |
| 8                     | Leo Hayter ‏         | المملكة المتحدة | فريق المملكة المتحدة لركوب الدراجات للرجال 2020 ‏ | + 1 د 32 ث    |
| 9                     | Alastair Mackellar ‏ | أستراليا        | إسرائيل - بريمير تيك 2022 ‏                       | + 1 د 34 ث    |
| 10                    | Kent Main ‏          | جنوب أفريقيا    | برو تاتش ‏                                        | + 1 د 36 ث    |
| مصدر: ProCyclingStats |                     |                 |                                                  |               |

### مرحلة 5
هي مرحلة جبلية، أقيمت في 24 فبراير 2022، وامتدّت لمسافة 124.7 كيلومتر. فاز بالمرحلة ألكسندر غينز، وكان متصدر الترتيب العام في نهاية المرحلة إنجيل مادرازو.
| التصنيف العام         | التصنيف العام       | التصنيف العام   | التصنيف العام                                    | التصنيف العام  |
| العداء                | العداء              | البلد           | الفريق                                           | الوقت          |
| --------------------- | ------------------- | --------------- | ------------------------------------------------ | -------------- |
| 1                     | إنجيل مادرازو       | إسبانيا         | برجس بي إتش ‏                                     | 13 س 57 د 52 ث |
| 2                     | Natnael Tesfatsion ‏ | إريتريا         | أندروني جوكاتولي-سيدرمك ‏                         | + 0 ث          |
| 3                     | Anatolii Budiak ‏    | أوكرانيا        | تيرينجانو سايكلنج تيم ‏                           | + 6 ث          |
| 4                     | هنوك مولوبرهان ‏     | إريتريا         | بايك أيد ‏                                        | + 7 ث          |
| 5                     | Jesse Ewart ‏        | جمهورية أيرلندا | بايك أيد ‏                                        | + 13 ث         |
| 6                     | Leo Hayter ‏         | المملكة المتحدة | فريق المملكة المتحدة لركوب الدراجات للرجال 2022 ‏ | + 1 د 22 ث     |
| 7                     | Kent Main ‏          | جنوب أفريقيا    | برو تاتش ‏                                        | + 1 د 26 ث     |
| 8                     | Eric Muhoza ‏        | رواندا          | فريق رواندا لركوب الدراجات للرجال 2022 ‏          | + 1 د 36 ث     |
| 9                     | جياني مارشان        | بلجيكا          | سوبرانو هام ايزوريكس ‏                            | + 1 د 36 ث     |
| 10                    | خوان دييغو ألبا ‏    | كولومبيا        | أندروني جوكاتولي-سيدرمك ‏                         | + 1 د 50 ث     |
| مصدر: ProCyclingStats |                     |                 |                                                  |                |

### مرحلة 6
هي مرحلة جبلية، أقيمت في 25 فبراير 2022، وامتدّت لمسافة 152 كيلومتر. فاز بالمرحلة Anatolii Budiak ‏، وكان متصدر الترتيب العام في نهاية المرحلة Natnael Tesfatsion ‏.

### مرحلة 7
هي مرحلة جبلية، أقيمت في 26 فبراير 2022، وامتدّت لمسافة 152.6 كيلومتر. فاز بالمرحلة ألان بوالو ‏، وكان متصدر الترتيب العام في نهاية المرحلة Natnael Tesfatsion ‏.

### مرحلة 8
هي مرحلة جبلية، أقيمت في 27 فبراير 2022، وامتدّت لمسافة 75.3 كيلومتر. فاز بالمرحلة Moise Mugisha ‏، وكان متصدر الترتيب العام في نهاية المرحلة Natnael Tesfatsion ‏.

## الفائزون
| الترتيب    | الفائز              |
| ---------- | ------------------- |
| الفائز     | Natnael Tesfatsion ‏ |
| الثاني     | Anatoliy Budyak ‏    |
| الثالث     | Jesse Ewart ‏        |
| تسلق الجبل | Moïse Mugisha ‏      |
| أفضل شاب   | Natnael Tesfatsion ‏ |
| الفريق     | Bike Aid            |

## وصلات خارجية
- لمحة عن سباق طواف رواندا 2022 على موقع  ProCyclingStats   (برو  سايكلنج  ستاتس) - إحصاءات  محترفي  الدراجات.
- طواف رواندا 2022 على موقع إحصائيات الدراجات الإحترافية (الإنجليزية)